# Americominella duartei
Americominella duartei is een slakkensoort uit de familie van de Buccinidae. De wetenschappelijke naam van de soort is voor het eerst geldig gepubliceerd in 1972 door Klappenbach & Ureta.